# Urocystis ulmariae
Urocystis ulmariae är en svampart som först beskrevs av Liro, och fick sitt nu gällande namn av Vánky 1985. Urocystis ulmariae ingår i släktet Urocystis och familjen Urocystidaceae.   Inga underarter finns listade i Catalogue of Life.